# Lista de representantes permanentes da Alemanha nas Nações Unidas
A Alemanha foi admitida como membro das Nações Unidas a 18 de setembro de 1973.
| Entidade           | Início | Término | Representante permanente (Chefe de missão) | Cargo                        | Credenciais |
| ------------------ | ------ | ------- | ------------------------------------------ | ---------------------------- | ----------- |
| Alemanha Ocidental | 1952   | 1955    | Hans Riesser                               | Observador                   |             |
| Alemanha Ocidental | 1955   | 1956    | Felix von Eckardt                          | Observador                   |             |
| Alemanha Ocidental | 1956   | 1958    | Georg von Broich-Oppert                    | Observador                   |             |
| Alemanha Ocidental | 1958   | 1960    | Carl Werner Dankwort                       | Observador                   |             |
| Alemanha Ocidental | 1960   | 1962    | Karl Heinrich Knappstein                   | Observador                   |             |
| Alemanha Ocidental | 1962   | 1968    | Sigismund von Braun                        | Observador                   |             |
| Alemanha Ocidental | 1968   | 1971    | Alexander Böker                            | Observador                   |             |
| Alemanha Ocidental | 1971   | 1974    | Walter Gehlhoff                            | Observador                   |             |
| Alemanha Ocidental | 1974   | 1981    | Rüdiger von Wechmar                        | Representante permanente     |             |
| Alemanha Ocidental | 1981   | 1984    | Günther van Well                           | Representante permanente     |             |
| Alemanha Ocidental | 1984   | 1987    | Hans Werner Lautenschlager                 | Encarregado de negócios a.i. | -           |
| Alemanha Ocidental | 1987   | 1989    | Alexander York von Wartenburg              | Representante permanente     |             |
| Alemanha Ocidental | 1989   | 1990    | Hans Otto Bräutigam                        | Representante permanente     |             |
| Alemanha           | 1990   | 1995    | Detlev Graf zu Rantzau                     | Representante permanente     |             |
| Alemanha           | 1995   | 1998    | Tono Eitel                                 | Representante permanente     |             |
| Alemanha           | 1998   | 2001    | Dieter Kastrup                             | Representante permanente     | 1998-09-11  |
| Alemanha           | 2001   | 2002    | Hanns Heinrich Schumacher                  | Encarregado de negócios a.i. | -           |
| Alemanha           | 2002   | 2006    | Gunter Pleuger                             | Representante permanente     | 2002-11-11  |
| Alemanha           | 2006   | 2009    | Thomas Matussek                            | Representante permanente     | 2006-07-31  |
| Alemanha           | 2009   | 2014    | Peter Wittig                               | Representante permanente     | 2009-12-03  |
| Alemanha           | 2014   | atual   | Harald Braun                               | Representante permanente     | 2014-03-14  |